# Бела Ковач (політик, 1908)
Бела Ковач (угор. Kovács Béla) — угорський політик, міністр сільського господарства Угорщини у 1945-1946 роках і в час угорської революції 1956 року.

## Біографія
Бела Ковач народився в Угорщині в 1908 році. Брав активну участь в політиці і вступив у Незалежної партії дрібних господарів (FKGP). У нього була велика підтримка з боку селян, які становили понад 50% населееня країни. Проте, до 1939 року, у сільських округах голосування не проводилось, а тому постійно перемагала урядова партія. Лідери FKGP були в основному представниками середнього класу і їхні політичні погляди змінювалися від ліберальних до соціалістичних.
Радянська армія вторглася в Угорщину у вересні 1944 року. Вона створила альтернативний уряд в Дебрецені 21 грудня 1944 року, але не змогла захопити Будапешт до 18 січня 1945 року. Незабаром Золтан Тілді (член FKGP) став тимчасовим прем'єром. На виборах, що відбулися в листопаді 1945 року, Незалежна партія дрібних господарів отримала 57% голосів. Угорська партія трудящих під керівництвом Ракоші і Ерне Гере, отримали підтримку лише 17% населення. Радянський командувач в Угорщині маршал Ворошилов відмовився дозволити FKGP сформувати уряд. Замість того Ворошилов створив коаліційний уряд на чолі з комуністами, які займали всі ключові пости. Ковач став міністром сільського господарства (1945-46).
Угорська комуністична партія стала єдиною партією, що брала участь на виборах 1947 року і створила коаліцію Народний Незалежний Фронт. Комуністи отримали повний контроль над урядом і у 1948 році FKGP припинила своє існування як незалежна організація. Ковач був заарештований і звинувачений у змові проти окупантів. Він був визнаний винним і засуджений до довічного ув'язнення в Сибіру.
Матяш Ракоші також зажадав повної покори від колег з Угорської партії трудящих. Коли Ласло Райк, міністр закордонних справ, піддав критиці спроби Йосипа Сталіна нав'язати свою політику в Угорщині, він був заарештований і в вересні 1949 року він страчений. Янош Кадар та інші дисиденти були також виключені з партії. Ракоші в цей час намагалися нав'язати авторитаризм в Угорській Народній Республіці. За оцінками, тоді було страчено 2000 осіб і понад 100 тисяч ув'язнені, близько 200 тисяч осіб були вигнані з правлячої партії.
Ковач був звільнений з в'язниці в 1956 році. Цього року, 23 жовтня, почалася антикомуністична революція з мирної демонстрації студентів у Будапешті. Студенти вимагали припинення радянської окупації і реалізації «істинного соціалізму». На наступний день офіцери і солдати приєдналися до студентів на вулицях Будапешта. Була скинута статуя Сталіна і протестуючі скандували "Росіяни йдіть додому", "Геть Гере" і "Довге життя Надю".
3 листопада Імре Надь оголосив про створення коаліційного уряду. До нього увійшов і Бела як міністр сільського господарства. 4 листопада 1956 року Микита Хрущов ввів Червону армію в Угорську Народну Республіку і уряд Надя був повалений.
Бела Ковач, який залишився членом парламенту, помер в 1959 році.